# Unió Bàsquet Sabadell
La "Unió Bàsquet Sabadell" fue un club de baloncesto de la ciudad de Sabadell fundado en julio de 1990 y que se disolvió por motivos económicos en julio del 2009. El equipo compitió 4 años en LEB Plata, 6 en Liga EBA, 7 en Segunda Nacional y 2 en Primera Catalana.

## Historia

#### Fundación e inicios (1990-92)
El proyecto de la Unió Bàsquet Sabadell nació en julio de 1990 por iniciativa de un grupo de personas de la ciudad amantes del baloncesto cuyo primer presidente fue Josep Mateu con el objetivo de impulsar el baloncesto de Sabadell (Barcelona) y su comarca y situarlo en un alto nivel de competición. Estos valores se recogen en el Acta Fundacional, que subscribieron las siguientes entidades de la ciudad: Club Natació Sabadell, CE Escola Pía, CE Sant Nicolau, Salesianos y SIP ("Sallarès i Pla"). Con esta filosofía, el primer equipo tenía el objetivo de convertirse en el referente del baloncesto masculino de toda la comarca.
En este contexto, cabe destacar que el CE Escola Pía, que había conseguido el ascenso a Segunda Nacional no se podía hacer cargo de los gastos que implicaba la nueva categoría y fue este el desencadenante final de la creación del nuevo proyecto deportivo que adoptó originalmente el color negro para su ropa de juego, siendo Jordi Roma el primer entrenador de la entidad. 
En su primera temporada, 1990-91, la Unió Bàsquet Sabadell no pudo mantener la categoría y se vio obligado a descender a Primera Autonómica.
En la temporada 1991-92 Jordi Roma dejó el banquillo sabadellense para convertirse en el presidente de la entidad, mientras que Francesc Cabeza, se convirtió en el técnico que lideró el retorno del equipo a Segunda Nacional en una temporada brillante en la que se proclamaron campeones de su grupo.

#### Cambio de denominación e inestabilidad de resultados (1992-94)
Tras dos temporadas de existencia, el club pasó a denominarse Unió Bàsquet Vallès debido a la colaboración a la que se llegó con el Ayuntamiento de San Quirico de Tarrasa para que el equipo pasara a jugar como local en la población vecina. En su retorno a la categoría, el conjunto vallesano sufrió mucho para mantener la plaza en Segunda División y, fruto de los malos resultados, llegó la destitución de Cabeza como entrenador que pasó a ser substituido por José Luis del Río, salvando la categoría en las últimas jornadas.
En la temporada 1993-94 Joan González, procedente del Valentine Montcada, pasó a ser el nuevo entrenador del conjunto en la búsqueda de mayor estabilidad de resultados en Segunda Nacional, pero los resultados no llegaron y, nuevamente, el club volvió a descender pese al cambio de entrenador en el tramo final de temporada con Jaume Martín que pasó de ser ayudante a primer entrenador.

#### El proyecto madura y se estabiliza (1994-97)
Josep 'Pitu' Catalán fue el escogido para dirigir a la Unió en la temporada 1994-95, consiguiendo una vez más, el ascenso a Segunda Nacional tras una sólida temporada. Con pocas novedades, salvo el cambio de pabellón de juego, volviendo a Sabadell para jugar en Escola Pía, los sabadellenses mantuvieron la categoría de manera tranquila en el curso 1995-96. 
Para la 96-97 se remodeló la plantilla con el objetivo de alcanzar cotas más altas pero los malos resultados propiciaron la salida de Catalán al frente del banquillo vallesano dando paso al experimentado Martín Benito bajo cuyo liderazgo se pudo salvar la categoría, consiguiendo la estabilidad de dos temporadas seguidas en Segunda Nacional.

#### Dos temporadas de gloria (1997-99)
El entrenador Agustí Forné fue el escogido para hacerse con las riendas de la Unió Bàsquet Vallès en la temporada 1997-98, abriendo una etapa de gran estabilidad al frente del equipo, así como cosechando los mayores éxitos del club hasta entonces. Para esta nueva temporada en Segunda Nacional, la plantilla volvió a sufrir una importante remodelación con el objetivo de hacerla más competitiva. La temporada fue brillante, consiguiendo la segunda posición del grupo catalán de Segunda Nacional, solo por detrás del CB Aracena. Esta brillante clasificación dio derecho a los sabadellenses a disputar las fases de ascenso a Liga EBA en un play-off que se organizó en Sabadell y donde el equipo ejerció como anfitrión, pero dos inesperadas derrotas, primero ante el Granollers y luego ante el Askatuak, dejaron al club negro sin posibilidad de ascender.
Par la temporada 1998-99, la Unió Bàsquet Vallès volvió a recuperar su denominación original -Unió Bàsquet Sabadell- y se trasladó al Palacio de Deportes de Sabadell, donde también había disputado las dos primeras temporadas de su existencia. Algunos retoques en la plantilla permitieron al equipo dirigido por Agustí Forné promocionar a Liga EBA tras haber dominado en la liga regular de Segunda Nacional y haber ascendido en las fases disputadas en Alcudia, imponiéndose en la final al BC Martorell.

#### Creciendo en Liga EBA (1999-2003)
La Unió Bàsquet Sabadell se estrenó en Liga EBA realizando modificaciones en su plantilla y con Agustí Forné como entrenador aunque con un nuevo cambio de domicilio tras haberse desplazado al céntrico y acogedor pabellón de Ca'n Balsach de nueva creación, además de haberse vinculado al TDK Manresa para el fogueo de los jóvenes valores con proyección ACB entre los que destacaba el dominicano Alexis Montas. El equipo mantuvo la categoría en la temporada de su estreno, 1999-2000, dinámica que se mantendría en la temporada 2000-01.
En julio de 2000 la entidad celebra el décimo aniversario de su fundación. Por este motivo se prepara una serie de actos con la participación de todos los estamentos del baloncesto local y comarcal.
Para la temporada 2001-02 el club cambió los colores del equipaje de juego y pasó a vestir con una indumentaria blanquiazul arlequinada, tratando de llegar a una mayor identificación con la ciudad, asimilándose a la ropa del Centre d'Esports Sabadell FC. El curso deportivo fue el mejor de la historia de la entidad hasta el momento, luchando por clasificarse entre las primeras posiciones para acceder a LEB-2. Esta misma temporada, el club prescindió de sus equipos de categorías inferiores, vinculándose al Creu Alta Sabadell Bàsquet.
En la temporada 2002-03 la disputa de las fases de ascenso volvió a quedarse muy cerca, escapándose en las últimas jornadas de liga. Esta decepción por no haber llegado a ser uno de los tres mejores de su grupo en Liga EBA se compensó con el título de campeones de la Lliga Catalana EBA doblegando en semifinales al Valentine Montcada y ganando en un partido para la historia ante el CB Olesa, que actuaba como anfitrión, por 91-100.

#### El acceso a la élite (2003-08)
Pese al crecimiento en Liga EBA y haberse consolidado como uno de los mejores equipos catalanes de la categoría, los responsables del club decidieron dar un cambio en el timón y no renovaron a Agustí Forné, que había llevado al equipo a sus mayores éxitos deportivos y de estabilidad tras 6 años al frente de los sabadellenses. En su lugar llegó el técnico Chema Solsona y, junto a él, algunos cambios en el equipo, configurando una plantilla que brilló durante la temporada 2003-04, consiguiendo ser el segundo mejor equipo de su grupo, solo por detrás del CB L'Hospitalet y sellando su clasificación para las fases de ascenso.
En la fase previa la Unió se impuso al Bansander en una eliminatoria de ida y vuelta, clasificándose para la final a 8 de Liga EBA que se disputó en Montilla. En la localidad cordobesa el equipo de Chema Solsona superó al CB Lliria y al Cimans La Coruña, accediendo a la final del torneo y habiendo alcanzado el ascenso pese a perder la final por 89-73 nuevamente frente al CB L'Hospitalet. Para estas fases de ascenso el conjunto sabadellense incorporó al jugador nacido en la ciudad y con experiencia ACB Quique Moraga como refuerzo de lujo.
Para la 2004-05, la del debut en LEB-2, la Unió Bàsquet Sabadell volvió una vez más al Palau d'Esports de Sabadell para dar cabida a un público cada vez más numeroso. El conjunto funcionó bien bajo las órdenes de Chema Solsona y se clasificó en una zona intermedia que a punto estuvo de darle el acceso a los play off de ascenso a LEB-1.
En la temporada 2005-06 el equipo sufrió una importante remodelación en la que destacaba el retorno de Quique Moraga y el fichaje del estadounidense Brett Beeson. Pese a un inicio impreciso el conjunto arlequinado empezó a cuajar un gran rendimiento, clasificándose par la Copa LEB-2 que se disputó en Pontevedra, y donde el Imaje Sabadell Gapsa, nombre comercial del equipo, perdió en semifinales ante el Autocid Ford Burgos, posterior campeón. Los sabadellenses siguieron avanzando en la temporada y consiguieron el acceso a la eliminatoria de ascenso a LEB pero fueron eliminados por el CB Cornellà en cuartos de final por 1-3. Cabe destacar que Beeson fue escogido como MVP de la temporada en LEB-2 y que Moraga fue escogido en el quinteto ideal de la competición.
La renovación del equipo para la 2006-07 no dio los resultados esperados y, fruto de ello, el Imaje Sabadell Gapsa pasó de ser uno de los mejores equipos de la LEB-2 a luchar por la permanencia. Fruto de los irregulares registros Chema Solsona dimitió como entrenador del equipo tras tres temporadas y media y fue substituido por Miquel Domingo, consiguiendo la salvación en las últimas jornadas de liga.
Tras una temporada tan decepcionante los sabadellenses se hubieron de replantear el enfoque de la plantilla para la 2007-08 debido a sus problemas económicos pero finalmente el conjunto decidió salir a competir en LEB Plata (nueva denominación) en la que fue su tercera temporada en la tercera mejor categoría del baloncesto nacional. Con la renovación de Cabeza y el fichaje nuevamente de Moraga, se apostó por el entrenador argentino Cristian Ruiz, pero los malos resultados provocaron el cambio en el banquillo dando paso al experimentado Miguelito López Abril que tampoco pudo enderezar el rumbo del equipo, finalizando el curso con descenso a la LEB Bronce.

#### El fin (2008-09)
Los problemas económicos e institucionales de la entidad provocaron que la Unió Bàsquet Sabadell intercambiara su plaza en LEB Bronce por la de Liga EBA de la AD Torreforta. En la 2008-09 Miguelito López Abril volvió a hacerse cargo de un proyecto mucho más orientado a la juventud y que funcionó en lo deportivo, quedándose a las puertas del ascenso a LEB Bronce, aunque los problemas económicos hicieron mella en un equipo que, al término de la temporada, anunció su disolución tras 19 temporadas.

## Jugadores destacados
- Enrique Moraga
- Brett Beeson
- Rico Hill
- Roger Fornas
- Alexis Montas
- David Berbois
- Francesc Cabeza

## Entrenadores
- Jordi Roma (1990-91)
- Francesc Cabeza (1991-92 y 1992-93 -cesado-)
- José Luis del Río (1993)
- Joan González (1993-94 -cesado-)
- Jaume Martín (1994)
- Josep Catalán (1994-1997 -cesado-)
- Martín Benito (1997)
- Agustí Forné (1997-2003)
- Chema Solsona (2003-07 -cesado-)
- Miquel Domingo (2007)
- Cristian Ruiz (2007-08 -cesado-)
- Miguel López Abril (2007-09)

## Palmarés
| Años      | Trofeo-Logro                                        |
| --------- | --------------------------------------------------- |
| 1997-1998 | Fases de Ascenso EBA (Sabadell)                     |
| 1998-1999 | Campeón de España Segunda División Conferencia Este |
| 2002-2003 | Campeón de la Liga Catalana EBA                     |
| 2003-2004 | Subcampeón de España de Liga EBA                    |
| 2005-2006 | Cuartos de final Play off de Ascenso a LEB          |

## Enlaces
- Unió Bàsquet Sabadell

- Datos: Q6156914
- Multimedia: Unió Bàsquet Sabadell / Q6156914